# Àcid ceramidasa

Representació 3D de la ceramidasa àcida

La ceramidasa àcida o enzim àcid ceramidasa (AC o aCDase), codificat pel gen ASAH1, és un enzim que hidrolitza la ceramida de la membrana lisosomal en un àcid gras i en esfingosina, part fonamental de tots els esfingolípids, per regular molts processos cel·lulars. La seva funció anormal condueix a la malaltia de Farber, atròfia muscular espinal amb epilèpsia mioclònica progressiva i està associada amb l'Alzheimer, la diabetis i el càncer.

## Història
La ceramidasa àcida va ser identificada originalment en el cervell de rates per Simon Gatt l'any 1963, però la primera purificació substancial de l'enzim no va ocórrer fins al 1995, quan es va aïllar la proteïna de l'orina humana.
Finalment, l'aïllament de la seqüència completa de cDNA de la ceramidasa àcida humana a partir de fibroblasts de la pell i teixit pituitari va succeir l'any 1996.

## Biosíntesi
L'enzim àcid ceramidasa està codificat per un gen localitzat en el cromosoma 8 a la posició 8p21.3-p22, com es pot observar en la figura, a l'anomenat gen ASAH1, que va ser clonat per primera vegada l'any 1999. Aquest enzim presenta una seqüència de 395 aminoàcids, i té un pes molecular de 44.660 daltons.
La síntesi de l'AC comença amb la transcripció i la traducció, seguida de certes modificacions post-traduccionals, fins a arribar al processament proteolític i al tràfic subcel·lular. Un cop aquest enzim ha madurat, segueixen havent-hi molts factors que influeixen en la seva activitat, com el pH, ions, lípids i altres proteïnes.

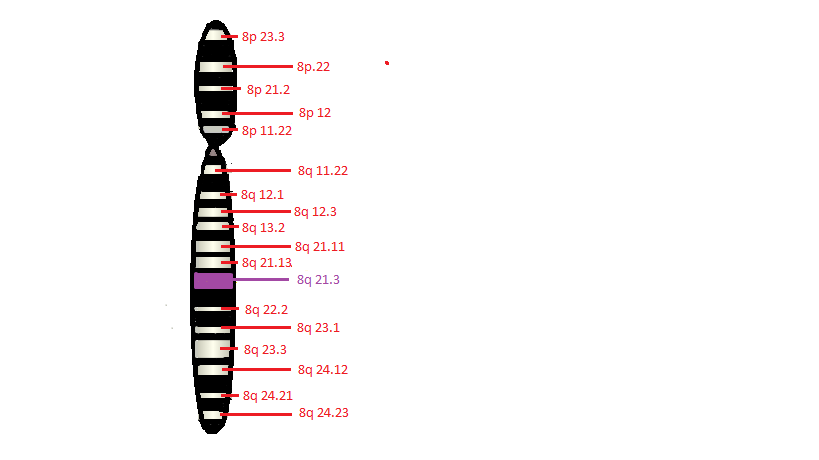
Cromosoma 8. En aquesta imatge s'observa el cromosoma 8 del genoma humà que és on es troba el gen que codifica l'àcid ceramidasa. La posició d'aquest gen es troba marcada en color lila i la resta de posicions en un color vermellòs.

Com a membre de la família d'enzims de les hidrolases Ntn, el mecanisme d'activació per tal que l'enzim pugui arribar a ser funcional segueix els següents passos:
- Les ceramidases són sintetitzades com a preproteïnes d'uns 55kDa.
- Un procés autocatalític i endoproteolític les transforma en enzims madurs.
- Un grup amino d'algun aminoàcid proper al lloc d'escissió (cleavage site) actua com a receptor de protons i activa el nucleòfil CYS 143 situat en el lloc d'escissió.
- Després de l'escissió del zimogen (el precursor inactiu de l'enzim), el nucleòfil CYS s'exposa a la part N-terminal de la subunitat beta de la mateixa molècula, que actua com a activador de l'enzim i, per tant, aquest esdevé funcional.[7]

## Estructura

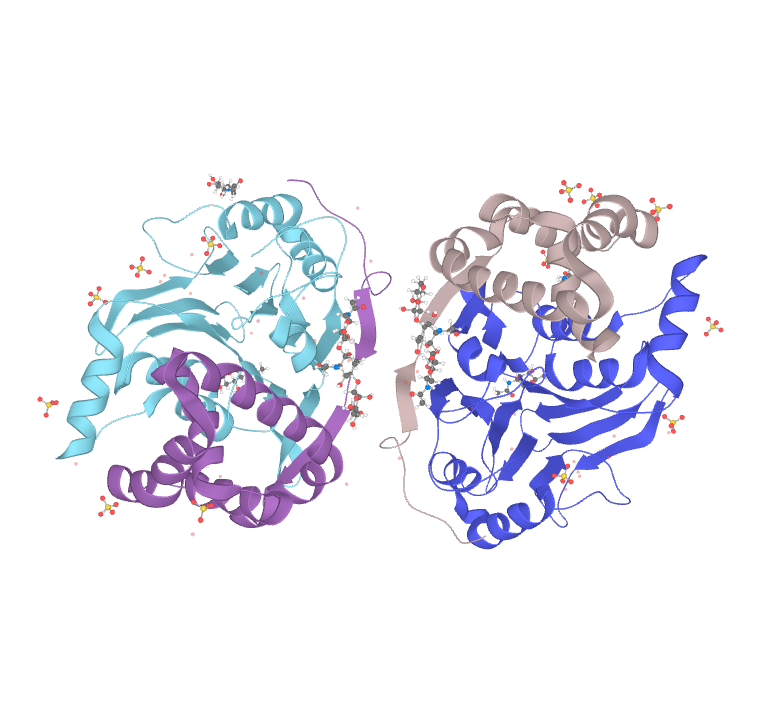
Representació de l'enzim àcid ceramidasa

La ceramidasa àcida és un enzim glicosilat de 50kDa que forma part del nucleòfil N terminal de la família de les hidrolases. Aquestes proteïnes són sintetitzades com a proenzims inactius que són activitats a través de l'autodivisió d'un enllaç peptídic intern. Aquest es produeix en l'enllaç peptídic que precedeix a CYS 143, que dona a un enzim heterodimèric i madur compost d'una α-subunitat de 13 kDa i d'una β-subunitat de 30 kDa.
La subunitat α consisteix en un domini helicoïdal globular format per cinc hèlix α precedides d'una regió enllaçadora de 36 residus, mentre que la subunitat β conté dues fulles β anti-paral·leles centrals flanquejades a banda i banda per un total de sis α- hèlix. La regió helicoïdal de la subunitat α es contraposa a un costat de la subunitat β amb hèlix-α5 arribant a la subunitat β fins al lloc de la divisió.
Mentrestant, l'enllaç N-terminal de la subunitat α s'envolta al voltant de la meitat de la subunitat β ja que insereix dues cadenes β curtes per completar les vores de les dues fulles β. La proteïna conté sis cisteïnes, quatre de les quals formen dos enllaços disulfur.
Un disulfur estabilitza un gir a la subunitat β (C388 / C392), mentre que l'altre enganxa covalentment l'extrem N-terminal de l'enllaç α-subunitat a la subunitat β (C31 / C340). Així, les subunitats α i β estan íntimament associades enterrant un total de 894 Å2, mantenint un estat heterodimèric fins i tot després de l'auto divisió.
Una capa addicional de complexitat que distingeix l'AC d'altres Ntn-hidrolases és que per a una activitat òptima necessita la proteïna saponina-D31. Les saponines són petites proteïnes lisosòmiques “auxiliars” que poden assumir una conformació tancada globular o una forma de V oberta capaç d'interaccions lipídiques. En alguns casos, actuen de forma aïllada extraient i solubilitzant lípids de les membranes mitjançant la seva configuració oberta per a posterior ruptura per enzims hidrolítics.
Alternativament, poden establir complexos amb un enzim per al lliurament del substrat lipídic i / o l'activació al·lostèrica d'activitat enzimàtica. Els estudis suggereixen que és probable que la saposina-D estigui involucrada en una interrupció de la membrana per facilitar l'accés de la ceramida per la ceramidasa àcida.
Tot i que la ceramidasa àcida s'ha estudiat àmpliament des del seu descobriment inicial, encara falten dades estructurals per a una comprensió completa de la seva funció.

### Estructura primària
La seqüència lineal dels 395 aminoàcids de la ceramidasa àcida és la següent:
10 - MPGRSCVALV  20- LLAAAVSCAV 30- AQHAPPWTED 40- CRKSTYPPSG 50- PTYRGAVPWY
60- TINLDLPPYK 70-RWHELMLDKA 80- PVLKVIVNSL   90- KNMINTFVPS 100-GKIMQVVDEK
110 -LPGLLGNFPG 120-PFEEEMKGIA 130- AVTDIPLGEI 140-ISFNIFYELF 150-TICTSIVAED
160-KKGHLIHGRN  170-MDFGVFLGWN 180-INNDTWVITE 190-QLKPLTVNLD 200-FQRNNKTVFK
210-ASSFAGYVGM 220-LTGFKPGLFS 230-LTLNERFSIN 240-GGYLGILEWI 250-LGKKDVMWIG
260-FLTRTVLENS 270-TSYEEAKNLL 280-TKTKILAPAY 290-FILGGNQSGE 300-GCVITRDRKE
310-SLDVYELDAK  320-QGRWYVVQTN 330-YDRWKHPFFL 350-DDRRTPAKMC 350-LNRTSQENIS
360-FETMYDVLST  370-KPVLNKLTVY 380-TTLIDVTKGQ 390-FETYLRDCPD PCIGW

### Estructura secundària
A la imatge es poden observar en blau les hèlix, en rosa els girs, en verd els lligands beta i les zones grises. Aquestes són les àrees conegudes pel Banc de Dades de Proteïnes (PDB).

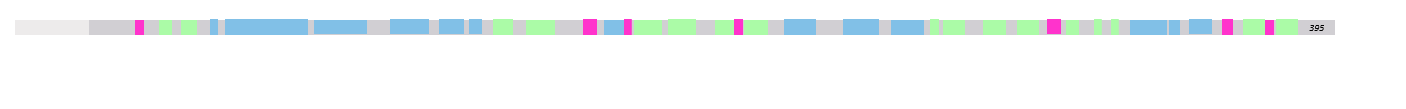
Estructura secundària

### Estructura terciària
L'enzim àcid ceramidasa té una estructura globular configurada per parts alfa i beta com s'observa a la il·lustració, que és la proteïna cirstal·litzada. Tant el proenzim com els estats actius d'aquest són similars quan parlem de l'estructura general i la disposició de subunitats.
L'estructura general de l'enzim no canvia significativament després de l'auto-escissió (1,1 Å rs.s.d.), però hi ha canvis conformacionals a la unió entre les subunitats α- i β. Primer, els residus 141 i 142 a l'extrem C de la subunitat α de nova creació es desordenen.
En segon lloc, l'últim gir de l'hèlix C-terminal-α5 de la subunitat α (residus de 135 a 140) es doblega “lluny” de l'enzim aproximadament 60°. Aquest canvi conformacional reposiciona Tyr 137 en relació amb el lloc actiu fil-β1, des d'un entorn hidrofòbic del proenzim, fins a un on la conformació doblada de l'hèlix-α5 s'estabilitza mitjançant enllaços d'hidrogen entre la seva cadena lateral hidroxil i la columna vertebral de la proteïna.
Els residus que uneixen el canal d'unió al substrat són hidrofòbics com també ho és la regió circumdant. Aquesta superfície està formada per 39 residus de les subunitats α i β, que engloben junts ~ 2914 Å2 de l'àrea hidrofòbia exposada. La proximitat d'aquesta superfície amb el lloc d'unió al substrat, la seva conservació evolutiva, la seva hidrofobicitat exposada i la seva forma poc profunda suggereixen que té una funció important.

## Classificació
Aquest enzim es troba dins del grup de les ceramidases, les quals es classifiquen en tres tipus tenint en compte el valor del pH òptim per al desenvolupament de les seves activitats, per la seva ubicació subcel·lular i pel seu substrat: ceramidasa àcida, ceramidasa neutra/alcalina i ceramidasa alcalina.
| Enzim                      | PH òptim      | Substrat                  | Localització subcel·lular              |
| Ceramidasa àcida           | Àcid          | Ceramida de cadena llarga | Lisosomes                              |
| Ceramidasa neutra/alcalina | Neutre/ Bàsic | Ceramida de cadena llarga | Mitocondri Endosomes                   |
| Ceramidasa alcalina        | Bàsic         | Fitoceramides             | Reticle Endoplasmàtic Aparell de Golgi |

La ceramidasa àcida o lisosomal es localitza en els lisosomes i utilitza preferentment ceramides de cadena llarga com a substrat. Aquesta actua a pH àcid i és responsable del catabolisme de la ceramida, de manera que la seva falta pot causar la malaltia de Farber.
La ceramidasa neutra/alcalina o també anomenada no lisosomal actua a pH neutre o lleugerament bàsic i es localitza en el mitocondri. També utilitza ceramides de cadena llarga.
Per acabar, la ceramidasa alcalina, amb elevada afinitat per les fitoceramides, es troba a l'aparell de Golgi i al reticle endoplasmàtic i el seu pH òptim és bàsic.

## Funció

### Funció normal
La ceramidasa humana hidrolitza les molècules de ceramida, un esfingolípid, en esfingosina i un àcid gras. La ceramidasa àcida realitza la mateixa funció, però es considera que és un enzim lisosomal perquè té una activitat in vitro òptima en un medi amb pH àcid d'entre 3,5 i 4,5 i que, per tant, la seva funció principal consisteix en participar en la degradació en lisosomes i endosomes.

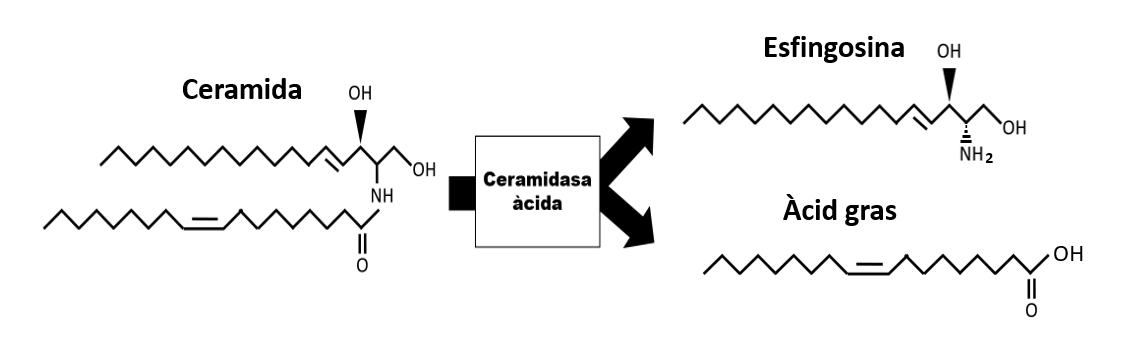
Hidròlisi de la ceramida

A més, hi ha investigacions que suggereixen que la ceramidasa àcida és un factor essencial per a la supervivència embrional ja que inhibeix la via de senyalització de l'apoptosi de les cèl·lules recent formades eliminant la ceramida. De fet, recentment s'ha descobert que el gen de la ceramidasa àcida, l'ASAH1, és un dels primers gens expressats en embrions recent formats de ratolins i que la seva deficiència els causa la mort.

### Funció inversa
L'any 1963, en el primer estudi en el qual es va identificar la ceramidasa àcida, els investigadors van proposar que aquest enzim parcialment purificat en el cervell podia sintetitzar ceramida a partir d'àcids grassos i esfingosina. Tanmateix, com que es van detectar contaminants en les preparacions de l'enzim no es va poder aclarir si realment la hidròlisi i la síntesi podien ser realitzades pel mateix enzim.
El 2003, Okino et al. van demostrar que un cert tipus de ceramidasa àcida sí que podia dur a terme l'acció inversa in vitro usant l'àcid làuric i esfingosina com a substrats. En contrast amb la seva activitat normal, l'activitat inversa té lloc en un pH òptim de 6 aproximadament.
Més endavant, l'activitat inversa de la ceramidasa àcida es va observar en cèl·lules d'un pacient amb la malaltia de Farber i es va comprovar que estava igual d'afectada que l'activitat normal a causa de la mutació genètica de l'ASAH1. Així es va demostrar que ambdós tipus de funcions deriven del mateix gen.
Aquests i d'altres resultats més recents confirmen les observacions de 40 anys enrere i han reafirmat el rol crític que té la ceramidasa àcida en la regulació del metabolisme de la ceramida i l'esfingosina. Per això, com que la ceramida, l'esfingosina i l'esfingosina-1-fosafat, la seva forma fosforilada, són lípids bioactius que fan d'intermediaris en la senyalització cel·lular i la ceramidasa àcida està estretament relacionada amb la seva síntesis i degradació es pot afirmar que també participa en vies de senyalització que regulen un ampli ventall de processos fisiològics entre els quals es troben la prol·liferació i la diferenciació cel·lular, l'apoptosi, l'adhesió i la migració.

## Malalties relacionades
- La malaltia de Farber, també coneguda com a lipogranulomatosis de Farber o deficiència de la ceramidasa, és un trastorn autosòmic recessiu causat per mutacions en el gen N-acilesfingosina amidohidrolasa (ASAH1) que codifica la ceramidasa àcida. Aquesta s'encarrega de descompondre la ceramida en esfingosina i un àcid gras lliure que són reciclats per crear noves ceramides. Una activitat deficient d'aquest enzim porta a una acumulació de ceramida a la majoria dels teixits, que porta als signes i símptomes d'aquest trastorn. En el cas de la malaltia de Farber, la ceramidasa àcida està mal plegada i es degrada abans d'arribar al lisosoma, un orgànul de la cèl·lula. Per tractar aquesta malaltia es podrien utilitzar xaperones, molècules de petit pes dissenyades per acoblar-se als enzims i corregir-ne el plegament, facilitant el seu correcte transport dintre de la cèl·lula.
- La ceramidasa àcida està sobreexpressada en diversos càncers com el de pròstata i per això s'estan considerant teràpies contra el càncer consistents en la inhibició de l'activitat d'aquesta molècula. Tot i això, és important reconèixer que el mecanisme pel qual funcionen aquests inhibidors, així com la seva especificitat per les diferents ceramidases, encara no és clar.